# صبغة جينر
صبغة جينر (Jenner's Stain) (يوزين الميثيلين الأزرق) (methylene blue eosinate) تستخدم في الفحص المجاهري لتلوين شريحة الدم.